# Griswold (Connecticut)
Pour les articles homonymes, voir Griswold.
Griswold est une ville américaine située dans le comté de New London au Connecticut.
Griswold devient une municipalité en 1815. Elle est nommée en l'honneur du gouverneur Roger Griswold (en).

## Démographie
Selon le recensement de 2010, Griswold compte 11 951 habitants. La municipalité s'étend sur 37,07 milles carrés (96,01 km2), dont 34,71 milles carrés (89,9 km2) de terres.
| 1820  | 1850  | 1860  | 1870  | 1880  | 1890  |
| ----- | ----- | ----- | ----- | ----- | ----- |
| 1 859 | 2 065 | 2 217 | 2 575 | 2 745 | 3 113 |

| 1900  | 1910  | 1920  | 1930  | 1940  | 1950  |
| ----- | ----- | ----- | ----- | ----- | ----- |
| 3 490 | 4 233 | 4 220 | 6 010 | 5 343 | 5 728 |

| 1960  | 1970  | 1980  | 1990   | 2000   | 2010   |
| ----- | ----- | ----- | ------ | ------ | ------ |
| 6 472 | 7 763 | 8 967 | 10 384 | 10 807 | 11 951 |